# 極圈烏拉山脈
極圈烏拉山脈（羅馬化：Polyarnyy Ural）是俄羅斯的山脈，由科米共和國和亞馬爾-涅涅茨自治區負責管轄，長400公里、寬25至125公里，面積約25,000平方公里，最高點海拔高度1,499米。